# Amtsgericht Kelbra
Das Amtsgericht Kelbra war ein Gericht der ordentlichen Gerichtsbarkeit in Kelbra.

## Geschichte
Von 1849 bis 1879 bestand in Kelbra die Gerichtskommission Kelbra des Kreisgerichtes Sangerhausen. Im Rahmen der Reichsjustizgesetze wurden reichsweit einheitlich Oberlandes-, Land- und Amtsgerichte gebildet. Das königlich preußische Amtsgericht Kelbra wurde mit Wirkung zum 1. Oktober 1879 als eines von 14 Amtsgerichten im Bezirk des Landgerichtes Nordhausen im Bezirk des Oberlandesgerichtes Naumburg gebildet. Der Sitz des Gerichtes war die Stadt Kelbra. Sein Gerichtsbezirk umfasste den Stadtbezirk Kelbra, die Amtsbezirke Altendorf und Berga, den Amtsbezirk Tilleda ohne den Gemeindebezirk Bennungen und den Gutsbezirk Gräfliche Domäne Bennungen sowie den Amtsbezirk Uftrungen ohne den Gemeindebezirk Breitungen und den gräflichen Gutsbezirk Breitungen. Am Gericht bestand 1880 eine Richterstelle. Das Amtsgericht war damit ein kleines Amtsgericht im Landgerichtsbezirk.
Im Jahre 1945 wurde das Amtsgericht Kelbra aufgehoben und sein Sprengel dem Amtsgericht Sangerhausen zugeordnet.